# Zweedse parlementsverkiezingen 1964
Hieronder de uitslag van de Zweedse Tweede Kamerverkiezingen (Andrakammarvalet) van 15 september 1964.
| Partij                             | Partijleider     | Stemmen   | %       | ± %       | Zetels | ± Zetels |
| ---------------------------------- | ---------------- | --------- | ------- | --------- | ------ | -------- |
| Socialdemokraterna (S)             | Tage Erlander    | 2 006 923 | 47,30   | ▼ 0,50    | 114    | ▼ 1      |
| Folkpartiet (FP)                   | Bertil Ohlin     | 723 986   | 17,10   | ▼ 0,40    | 43     | ▼ 3      |
| Högerpartiet (H)                   | Gunnar Heckscher | 582 609   | 13,70   | ▼ 2,90    | 33     | ▼ 6      |
| Centerpartiet (C)                  | Gunnar Hedlund   | 570 017   | 13,40   | ▼ 0,20    | 36     | ▲ 2      |
| Sveriges Kommunistiska Parti (SKP) | Hilding Hagberg  | 221 746   | 5,20    | ▲ 0,70    | 8      | ▲3       |
| Kristen Demokratisk Samling (KDS)  | Birger Ekstedt   | 75 389    | 1,80    | ▲1,80     | 0      | —        |
| Medborgerlig Samling               |                  | 64 782    | 1,50    | ▲1,50     | 3      | ▲3       |
| Overig                             | —                | 384       | 0,01    | —         | 0      | —        |
| Geldige stemmen                    | —                | 4 245 780 | 100     | —         | —      | —        |
| Ongeldige stemmen                  | —                | 27 815    | —       | —         | —      | —        |
| Totaal                             | Totaal           | 4 273 595 | (83,30) | ▼ (2,60 ) | 233    | ▲ (1)    |

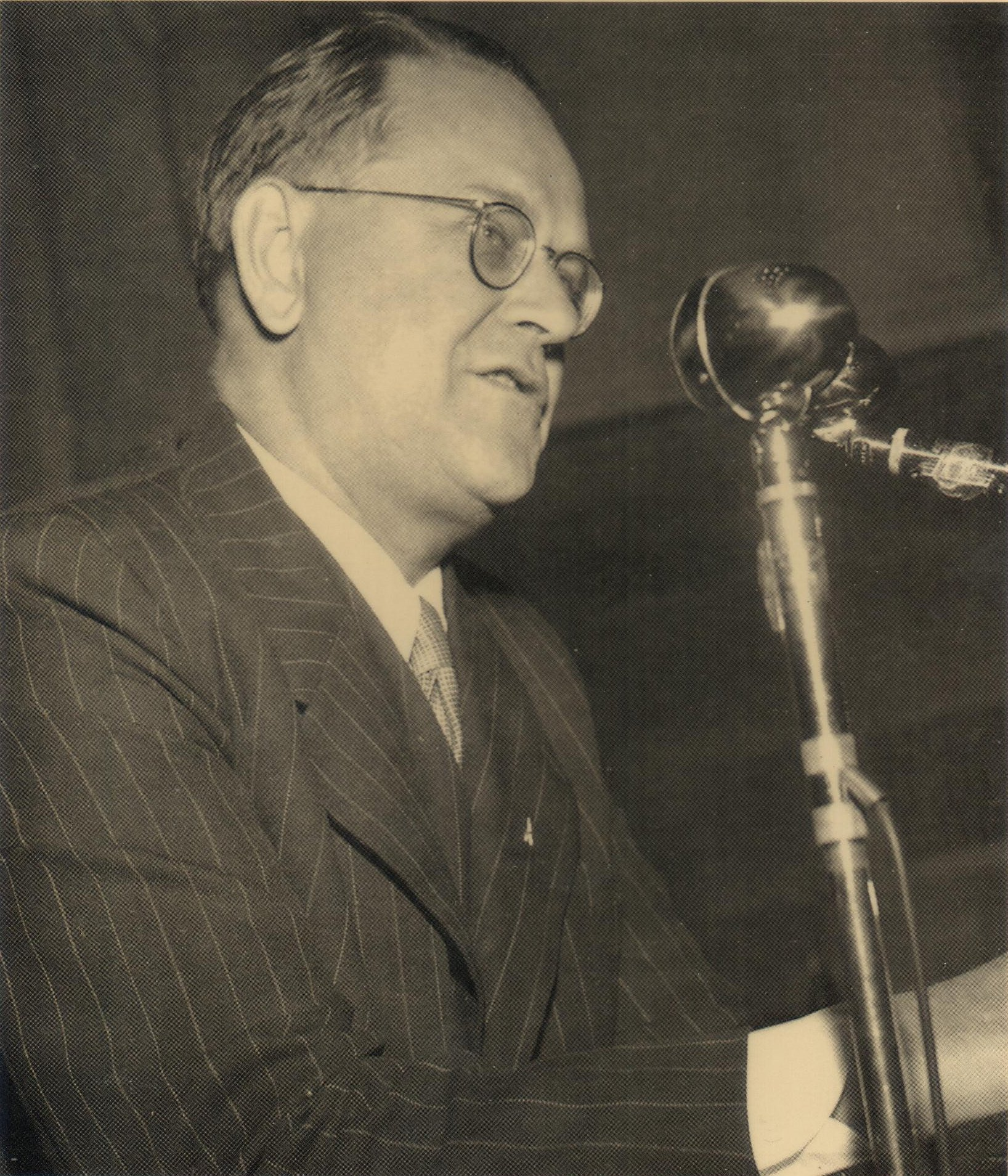
Tage Erlander
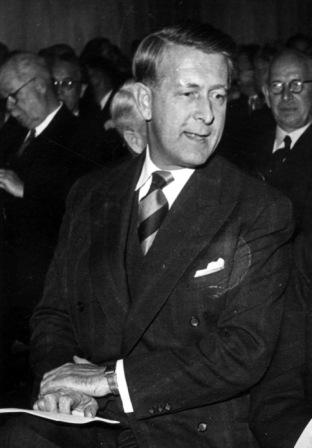
Bertil Ohlin
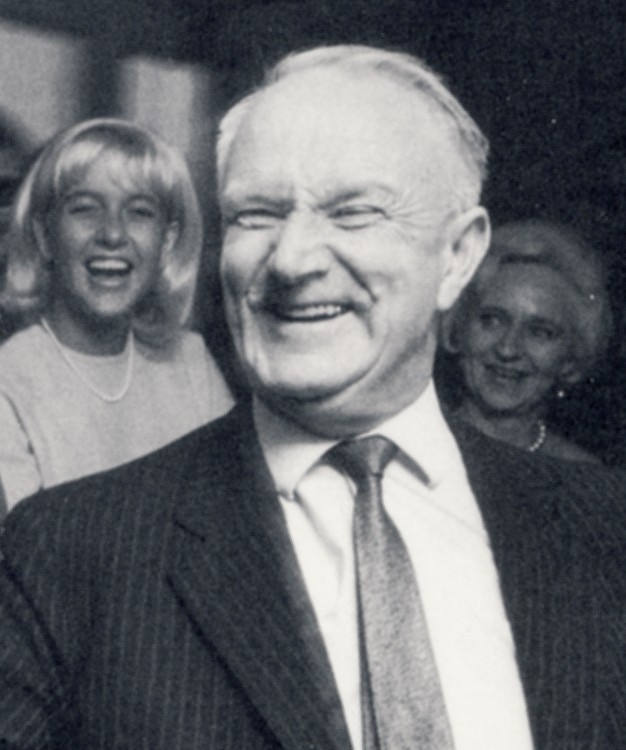
Gunnar Hedlund
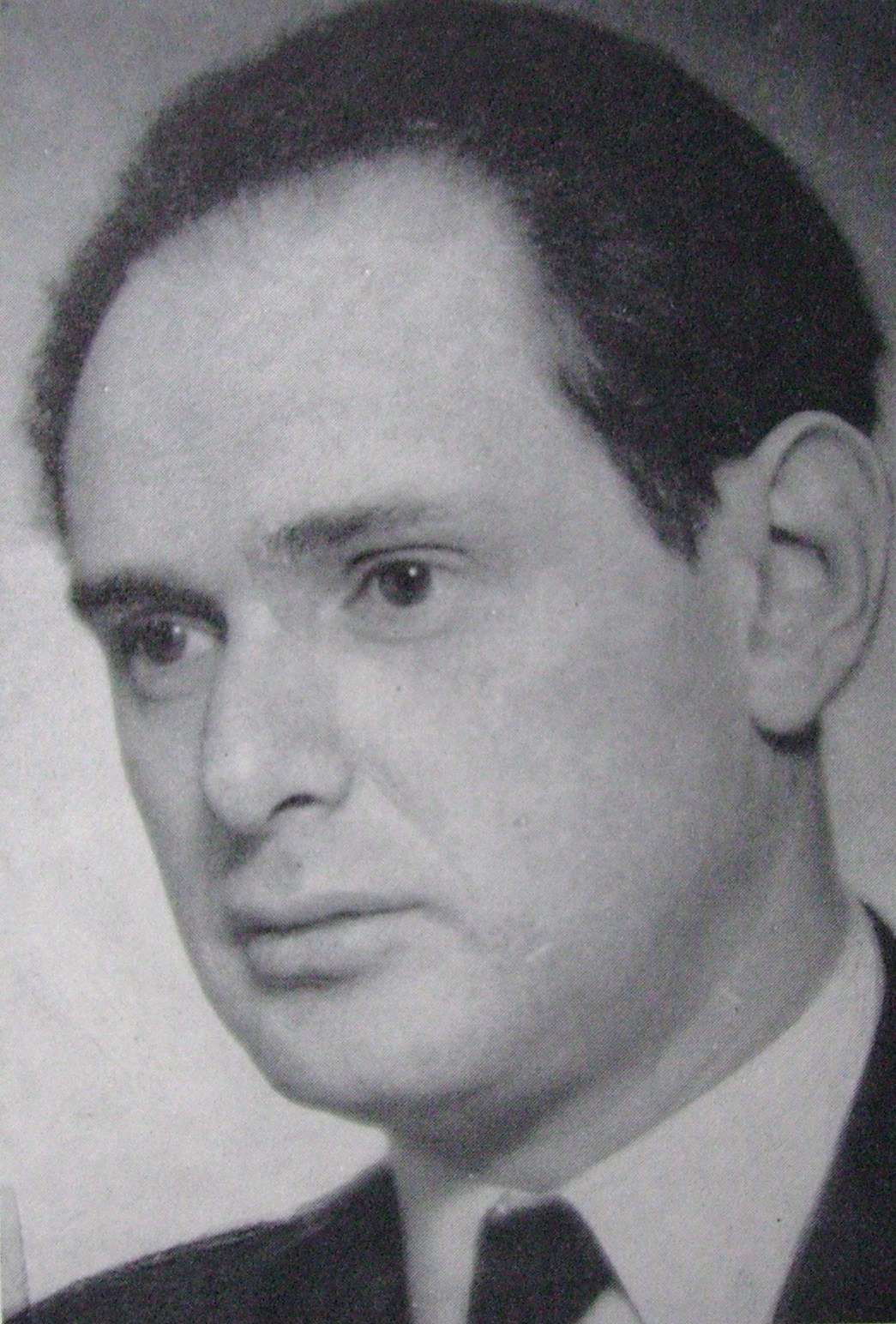
Gunnar Heckscher

1911 · 1914 · 1917 · 1920 · 1921 · 1924 · 1928 · 1932 · 1936 · 1940 · 1944 · 1948 · 1952 · 1956 · 1958 · 1960 · 1964 · 1968 · 1970 · 1973 · 1976 · 1979 · 1982 · 1985 · 1988 · 1991 · 1994 · 1998 · 2002 · 2006 · 2010 · 2014 · 2018 · 2022